# K. T. Oslin
Kay Toinette „K. T.“ Oslin (* 15. Mai 1942 in Crossett, Arkansas; † 21. Dezember 2020 in Nashville, Tennessee) war eine US-amerikanische Country-Sängerin und Songschreiberin. Die dreifache Grammy-Gewinnerin feierte ihre größten Erfolge mit einer vom Pop beeinflussten Country-Musik. Sie platzierte von 1981 bis 2001 18 Singles in den  Billboard-Country-Charts, vier davon auf Platz eins: Do Ya’ (1987), I’ll Always Come Back (1988), Hold Me (1989) und Come Next Monday (1990). Diese großen Erfolge waren insofern ungewöhnlich, da sie zum Zeitpunkt ihres Durchbruchs bereits 45 Jahre alt war.

## Biografie
Oslin hatte bereits 1981 zwei wenig erfolgreiche Singles aufgenommen. Nur Clean Your Own Tables erreichte Platz 72 in den Country-Charts. Als Songschreiberin hatte sie danach Hits mit Songs für Gail Davies (Round the Clock Lovin’) und Sissy Spacek (Lonely But Only for You). Auch andere Sängerinnen wie Charly McClain, Judy Rodman, Dottie West, The Judds oder Anne Murray nahmen Lieder von Oslin auf. Erst 1987 gelang ihr mit dem Album 80’s Ladies und dem gleichnamigen Top-10-Hit der Durchbruch als Sängerin. In den folgenden Jahren wurde sie neben dem Grammy auch mit den wichtigsten Auszeichnungen der Country-Musik wie den CMA und den ACM Awards ausgezeichnet. 1988 wählten beide Institutionen Oslin zur Sängerin des Jahres. Nach 1991 gelangen ihr nur noch kleinere Erfolge.
Oslin arbeitete auch ab und zu als Schauspielerin. Ihre bekannteste Rolle hatte sie neben River Phoenix und Sandra Bullock im Kinofilm The Thing Called Love – Die Entscheidung fürs Leben, dessen Handlung in der Country-Szene Nashvilles spielt. 2018 wurde sie in die Nashville Songwriters Hall of Fame aufgenommen. K. T. Oslin, die in ihren letzten Lebensjahren an der Parkinson-Krankheit litt, starb am 21. Dezember 2020 nach einer COVID-19-Erkrankung.

## Diskografie

### Studioalben
| Jahr | Titel                       | Höchstplatzierung, Gesamtwochen, AuszeichnungChartplatzierungen (Jahr, Titel, Platzierungen, Wochen, Auszeichnungen, Anmerkungen) | Höchstplatzierung, Gesamtwochen, AuszeichnungChartplatzierungen (Jahr, Titel, Platzierungen, Wochen, Auszeichnungen, Anmerkungen) | Anmerkungen |
| Jahr | Titel                       | US | Country | Anmerkungen |
| ---- | --------------------------- | --- | --- | ----------- |
| 1987 | 80’s Ladies                 | US68 Platin · (32 Wo.)US | Country1 (148 Wo.)Country | RCA         |
| 1988 | This Woman                  | US75 Platin · (52 Wo.)US | Country2 (133 Wo.)Country | RCA         |
| 1990 | Love in a Small Town        | US76 Gold · (26 Wo.)US | Country5 (71 Wo.)Country | RCA         |
| 1996 | My Roots Are Showing...     | — | Country45 (6 Wo.)Country | BNA         |
| 2001 | Live Close By, Visit Often. | — | Country35 (11 Wo.)Country | BNA         |

Weitere Studioalben
- 2015: Simply (Red River)

### Kompilationen
| Jahr | Titel                                       | Höchstplatzierung, Gesamtwochen, AuszeichnungChartplatzierungen (Jahr, Titel, Platzierungen, Wochen, Auszeichnungen, Anmerkungen) | Höchstplatzierung, Gesamtwochen, AuszeichnungChartplatzierungen (Jahr, Titel, Platzierungen, Wochen, Auszeichnungen, Anmerkungen) | Anmerkungen |
| Jahr | Titel                                       | US | Country | Anmerkungen |
| ---- | ------------------------------------------- | --- | --- | ----------- |
| 1993 | Greatest Hits: Songs from an Aging Sex Bomb | US126 (7 Wo.)US | Country31 (24 Wo.)Country |             |

Weitere Kompilationen
- 1993: A New Way Home
- 1997: Super Hits
- 1998: At Her Best
- 2002: RCA Country Legends
- 2004: All American Country

### Singles
| Jahr | Titel Album                                                | Höchstplatzierung, Gesamtwochen, AuszeichnungChartsChartplatzierungen (Jahr, Titel, Album, Platzierungen, Wochen, Auszeichnungen, Anmerkungen) | Anmerkungen      |
| Jahr | Titel Album                                                | Country | Anmerkungen      |
| ---- | ---------------------------------------------------------- | --- | ---------------- |
| 1981 | Clean Your Own Tables –                                    | Country72 (4 Wo.)Country | als Kay T. Oslin |
| 1987 | Wall of Tears 80’s Ladies                                  | Country40 (15 Wo.)Country |                  |
| 1987 | 80’s Ladies                                                | Country7 (21 Wo.)Country |                  |
| 1987 | Do Ya 80’s Ladies                                          | Country1 (25 Wo.)Country |                  |
| 1988 | I’ll Always Come Back 80’s Ladies                          | Country1 (21 Wo.)Country |                  |
| 1988 | Money This Woman                                           | Country13 (15 Wo.)Country |                  |
| 1988 | Hold Me This Woman                                         | Country1 (20 Wo.)Country |                  |
| 1989 | Hey Bobby This Woman                                       | Country2 (19 Wo.)Country |                  |
| 1989 | This Woman                                                 | Country5 (18 Wo.)Country |                  |
| 1989 | Didn’t Expect It to Go Down This Way This Woman            | Country23 (13 Wo.)Country |                  |
| 1990 | Two Hearts Love In a Small Town                            | Country73 (3 Wo.)Country |                  |
| 1990 | Come Next Monday Love In a Small Town                      | Country1 (20 Wo.)Country |                  |
| 1991 | Mary and Willie Love In a Small Town                       | Country28 (13 Wo.)Country |                  |
| 1991 | You Call Everybody Darling Love In a Small Town            | Country69 (2 Wo.)Country |                  |
| 1991 | Cornell Crawford Love In a Small Town                      | Country63 (3 Wo.)Country |                  |
| 1993 | A New Way Home Greatest Hits: Songs from an Aging Sex Bomb | Country64 (3 Wo.)Country |                  |
| 1996 | Silver Tongue and Goldplated Lies My Roots Are Showing...  | Country64 (5 Wo.)Country |                  |
| 2001 | Live Close By, Visit Often                                 | Country53 (9 Wo.)Country |                  |

Weitere Singles
- 1967: Sweet Thang (als Frankie & Johnny)
- 1982: Younger Men (als Kay T. Oslin)
- 1994: Feeding a Hungry Heart
- 1996: My Baby Came Back
- 2001: Come on-a My House
- 2001: Drivin’, Cryin’, Missin’ You

### Videoalben
- 1990: Love in a Small Town (US: Gold)